# Laureles
Laureles (també conegut com a Poblado Laureles) és una entitat de població de l'Uruguai, ubicada al nord del departament de Tacuarembó. Limita al nord-est amb Rivera.
Es troba a 192 metres sobre el nivell del mar. Té una població aproximada de 816 habitants.